# إليزابيث كوبلر روس
كانت إليزابيث كوبلر روس (8 يوليو 1926 - 24 أغسطس 2004) طبيبة نفسية أمريكية سويسرية ورائدة في دراسات الاقتراب من الموت ومؤلفة للكتاب الأكثر مبيعًا دوليًا الذي يتحدث عن الموت وكيفيته (1969)، حيث ناقشت أولاً نظريتها حول مراحل الحزن الخمس والمعروفة أيضًا باسم «نموذج كوبلر روس».
كانت كوبلر روس عام 2007 أحد أعضاء قاعة الشهرة الوطنية للمرأة وقد أدرجتها مجلة تايم كواحدة من «أهم 100 مفكر» في القرن العشرين واستلمت تسعة عشر شهادة فخرية. بحلول يوليو 1982، قامت كوبلر روس بتدريس 125000 طالب دورات الموت وكيفيته في الكليات والمعاهد والمدارس الطبية والمستشفيات ومؤسسات العمل الاجتماعي. في عام 1970، ألقت محاضرات انجرسول في جامعة هارفارد حول موضوع الموت وكيفيته.

## الولادة والتعليم
ولدت إليزابيث كوبلر في 8 يوليو 1926 في زيوريخ في سويسرا من عائلة مسيحية بروتستانتية. ولدت ولادة التوائم الثلاثية اثنان منهم متطابقان. تعرضت حياتها للخطر بسبب المضاعفات بعد الولادة. أراد والدها منها أن تدير شركته الصغيرة. ذهبت إلى جامعة زيورخ لدراسة الطب وتخرجت في عام 1957.
خلال الحرب العالمية الثانية عملت مع اللاجئين في زيورخ وقامت بأعمال إغاثة في بولندا بعد الحرب. وزارت فيما بعد معسكر الموت في ميدانك ما أثار اهتمامها بقوة التعاطف والمرونة للروح الإنسانية وتركت قصص الرعب للناجين انطباعات دائمة على إليزابيث.
تأثرت بشدة بزيارتها إلى معسكر إبادة مايدانيك في بولندا وصورت مئات الفراشات المنحوتة في بعض الجدران هناك. بالنسبة لكوبلر روس، بقيت الفراشات -هذه الأعمال الفنية النهائية من قبل أولئك الذين يواجهون الموت- معها لسنوات وأثرت على تفكيرها حول نهاية الحياة.

## حياتها الشخصية
في عام 1958 تزوجت من طالب طب من أمريكا (إيمانويل روس) وانتقلت إلى الولايات المتحدة بعد ذلك. كان حملها يمنعها من أن تكون دكتورة مقيمة في طب الأطفال لذا أقامت في الطب النفسي. بعد أن تعرضت لإجهاضين حملت بابنها  كينيث، وابنتها باربرا في أوائل الستينيات. طلب زوجها الطلاق في عام 1979.

## مهنتها الأكاديمية
انتقلت كوبلر روس إلى نيويورك عام 1958 للعمل واستمرت في دراستها. بدأت إقامتها في الطب النفسي في مستشفى ولاية مانهاتن في أوائل الستينيات، وبدأت حياتها المهنية في العمل على توفير العلاج لأولئك الذين كانوا مصابين بالفصام مع أولئك الذين يواجهون لقب «مريض ميؤوس منه». عملت برامج العلاج هذه على استعادة شعور المريض بالكرامة واحترام الذات. كانت إليزابيث تهدف أيضًا إلى تقليل الأدوية التي أبقت هؤلاء المرضى مهدئين بشكل مفرط ووجدت طرقًا لمساعدتهم على التواصل مع العالم الخارجي. خلال فترة وجودها في المستشفى، أدركت مدى فظاعة علاج المرضى الذين يحتضرون. جعلها هذا الإدراك تسعى جاهدة لإحداث تغيير في حياة هؤلاء الأفراد.
في عام 1962، قبلت منصبًا في كلية الطب بجامعة كولورادو. كانت إليزابيث هناك عضوًا صغيرًا في هيئة التدريس، وأجرت أول مقابلة لها مع شابة مريضة بأمراض عضال أمام غرفة مليئة بطلاب الطب.

## روابط خارجية
- إليزابيث كوبلر روس على موقع IMDb (الإنجليزية)
- إليزابيث كوبلر روس على موقع الموسوعة البريطانية (الإنجليزية)
- إليزابيث كوبلر روس على موقع مونزينجر (الألمانية)
- إليزابيث كوبلر روس على موقع ميوزك برينز (الإنجليزية)
- إليزابيث كوبلر روس على موقع إن إن دي بي (الإنجليزية)
- إليزابيث كوبلر روس على موقع ديسكوغز (الإنجليزية)